# Мельников, Андриан Александрович
Андриан Александрович Мельников (7 августа 1971) — российский предприниматель, футболист, игрок в мини-футбол, нападающий.

## Биография
Выпускник петербургского Политеха. В 1995 году совместно с Александром Берёзкиным основал фирму по торговле цементом (с 1998 года — «Строительный торговый дом „Петрович“»).
В 1992 году в составе команды Второй лиги по футболу «Галакс» провёл 32 матча, забил два гола. Во время учёбы начал выступать за мини-футбольную команду «Политех», за которую в сезонах 2000/01 — 2002/03 в чемпионате России провёл 104 игры, был капитаном команды. С 2010 года — вице-президент клуба. С 1997 года играл в любительских клубах Санкт-Петербурга «Источник» (1997—1998), «Ладога» Кировск (2000), «Кукарача» (2002—2006, 2008), «Торпедо-Питер» (2004), «Сварог СМУ-303» (2007). В 2009 году основал клуб «СТД Петрович», за который в чемпионате Санкт-Петербурга выступал до 2017 года. Президент ФК «СТД Петрович» и главный тренер МФК «СТД Петрович».